# Исчез перед рассветом
«Исчез перед рассветом» (итал. La grande sera) — роман итальянского писателя и литературного критика Джузеппе Понтиджа, удостоенный в 1989 году Премии Стрега. Впервые был опубликован на итальянском в 1989 году.

## Сюжет
В один теплый июльский день в городе, похожем на Милан, без следа исчезает средних лет финансист, вызывая тем самым тревогу и волнения у близких его людей: брата, жены, любовницы, племянника и деловых партнёров. Предпринимая тщетные попытки найти его, главные герои, озадаченные исчезновениям, начинают копаться в себе, своем прошлом, пытаясь понять мотивы близкого человека, побудившие его на побег.
- Понтиджа Джузеппе. Исчез перед рассветом. Роман. Серия: ЛГ-Бестселлер. Книжная серия Литературной газеты. Перевод с итальянского Ф. Двин. Предисл. Л.Вершинина. Художник Старцев Н. М. Литературная газета - Вся Москва. 1992г. 218 с.